# Confraria del Cava de Sant Sadurní d'Anoia
La Confraria del Cava de Sant Sadurní d'Anoia és una confraria bàquica fundada el 28 de setembre del 1979 a Sant Sadurní d'Anoia. És la primera confraria de vins de cava organitzada a tot l'Estat espanyol i la segona mundial, després de la que existeix a la Xampanya. Anualment organitza la Setmana del Cava, per a la seva promoció i enaltiment, on entre altres actes s'organitzen un viatge amb tren de vapor de Barcelona a Sant Sadurní d'Anoia, l'elecció d'una reina del cava i d'un confrare d'honor. El 1982, Marta Pujol i Ferrusola, filla de l'aleshores president de la Generalitat de Catalunya Jordi Pujol i Soley va ser elegida primera reina del cava. Des del 2012 organitza igualment cada any el «Sopar Solidari del Cava» amb l'objectiu de col·lectar fons per a obres socials.
És dirigida i administrada pel Consell Capitular, que és escollit per l'assemblea general. Compta amb un Gran Consell format pels catorze Cavallers Confrares Fundadors. Els capítols tenen lloc a Torre Ramona. La pertinença obliga a defensar i promoure aquests vins. Paral·lelament existeix una Jove Confraria del Cava que es dedica a la divulgació i promoció del cava entre els joves.

## Reines i confrares d'honor
- 2014: Ona Carbonell i Ballestero[4] i Miquel Barceló Artigues[5]
- 2013: Anna Simon i Marí, el «regnat» de la qual va ser discutit perquè va fer un brindis amb cervesa en presentar un xou de cap d'any[6] i els Germans Roca.[7]
- 2011: Artur Mas i Gavarró[8]
- 2009: Ferran Adrià Acosta[9]
- 2008: Fèlix Millet i Tusell[10]
- 1982: Marta Pujol i Ferrusola, primera «reina del cava».[11][12]